# Aqua Aqua: Wetrix 2
Aqua Aqua: Wetrix 2 est un jeu vidéo de puzzle développé par Zed Two et sorti en 2000 sur PlayStation 2.
Il fait suite à Wetrix.

## Accueil
- AllGame : 4/5[1]
- Edge : 7/10[2]
- Electronic Gaming Monthly : 6/10[3]
- Game Informer : 6/10[4]
- GamePro : 4,5/5[5]
- Game Revolution : C+[6]
- GameSpot : 7,1/10[7]
- IGN : 7,7/10[8]
- PlayStation: The Official Magazine : 7/10[9]